# الحياة الفطرية في السعودية
الحياة الفطرية في السعودية، هي الحياة البرية في السعودية حيث يعيش أكثر من 367 نوع مختلف من الكائنات الحية وتتنوع ما بين ثديات وطيور وزواحف وبرمائيات وأسماك

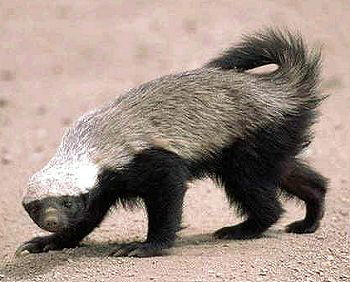
حيوان غرير العسل في السعودية

## الثدييات

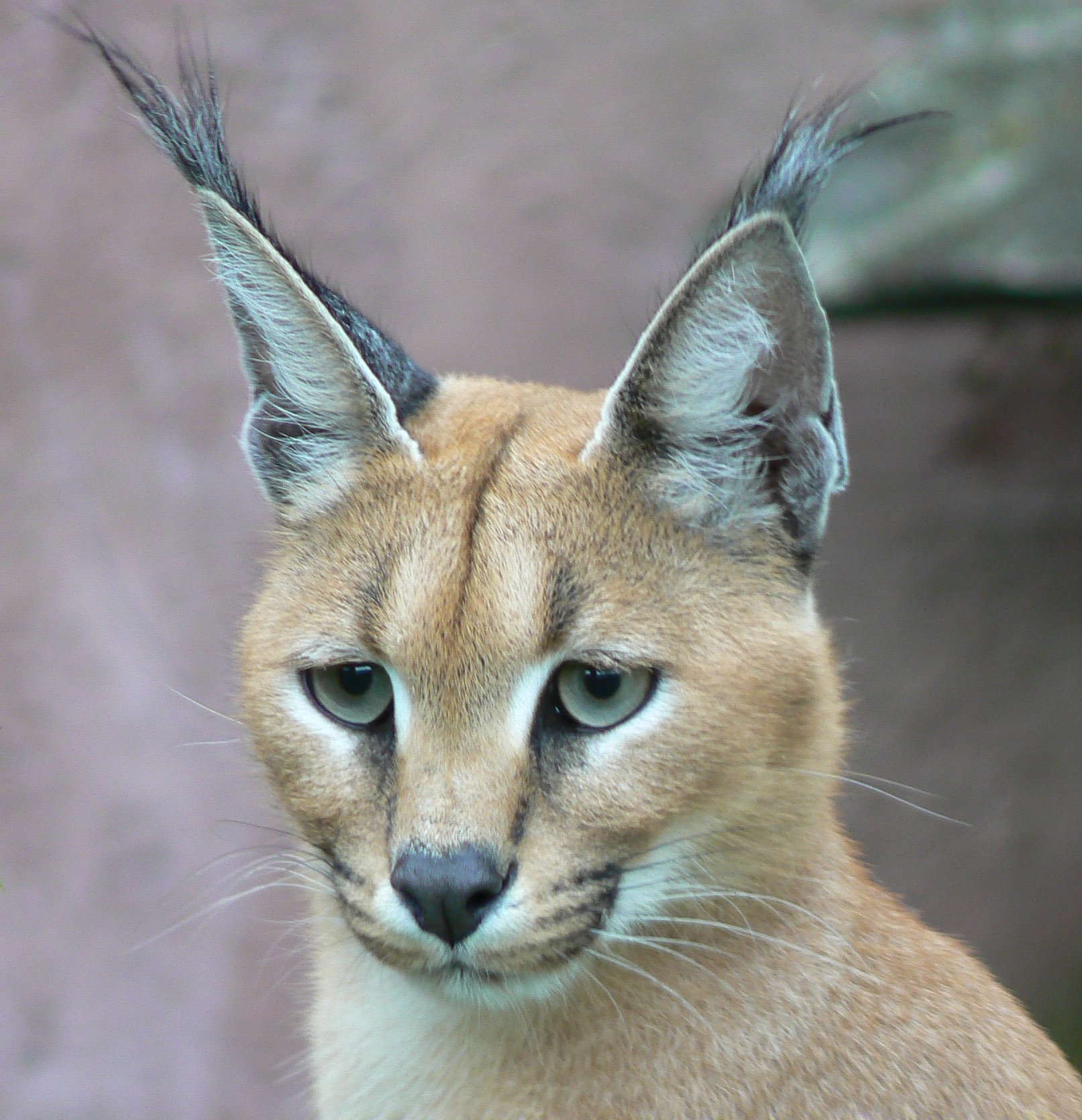
صورة الوشق الذي يتواجد في الحجاز وعسير في السعودية

يوجد أكثر من 79 نوع من الثدييات البرية في السعودية، وتختلف رتبها وتصنيفاتها داخل الثدييات باختلاف نوعها، هناك رتبة اللواحم وهي الحيوانات المفترسة ويوجد منها في السعودية أنواع عديدة منها الثعلب الرملي وابن آوى والضبع المخططة وغرير العسل والنمس والقط البري والقط الرملي  وهناك رتبة الرئيسيات ويعيش منها في السعودية أنواع مثل قرود الرباح  وهناك رتبة آكلة الحشرات ويوجد منها في السعودية أنواع مثل القنافذ وحيوان الزبابة  وهناك رتبة الوبريات وويعيش منها في السعودية أنواع مثل حيوان الوبر الصخري  وهناك رتبة القوارض التي منها في السعودية أنواع كثيرة مثل النيص وزغبة الحدائق والجرابيع وعضل والجرذ البري وفأر الصحراء  وهناك رتبة الخفافيش وفي السعودية جميع أنواع الخفافيش المختلفة  وهناك رتبة الأرنبيات ويوجد منها في السعودية نوع واحد وهو الأرنب العربي  وهناك رتبة الثديات البحرية ويتواجد منها في السعودية أنواع مثل عروس البحر الأحمر والحيتان وخنزير البحر والدلافين  وهناك رتبة شفعية الحوافر ويوجد منها في السعودية أنواع عديدة من الغزلان مثل غزال الجبل والآدم والريم والمهاة العربية والوعول 

### النمر العربي

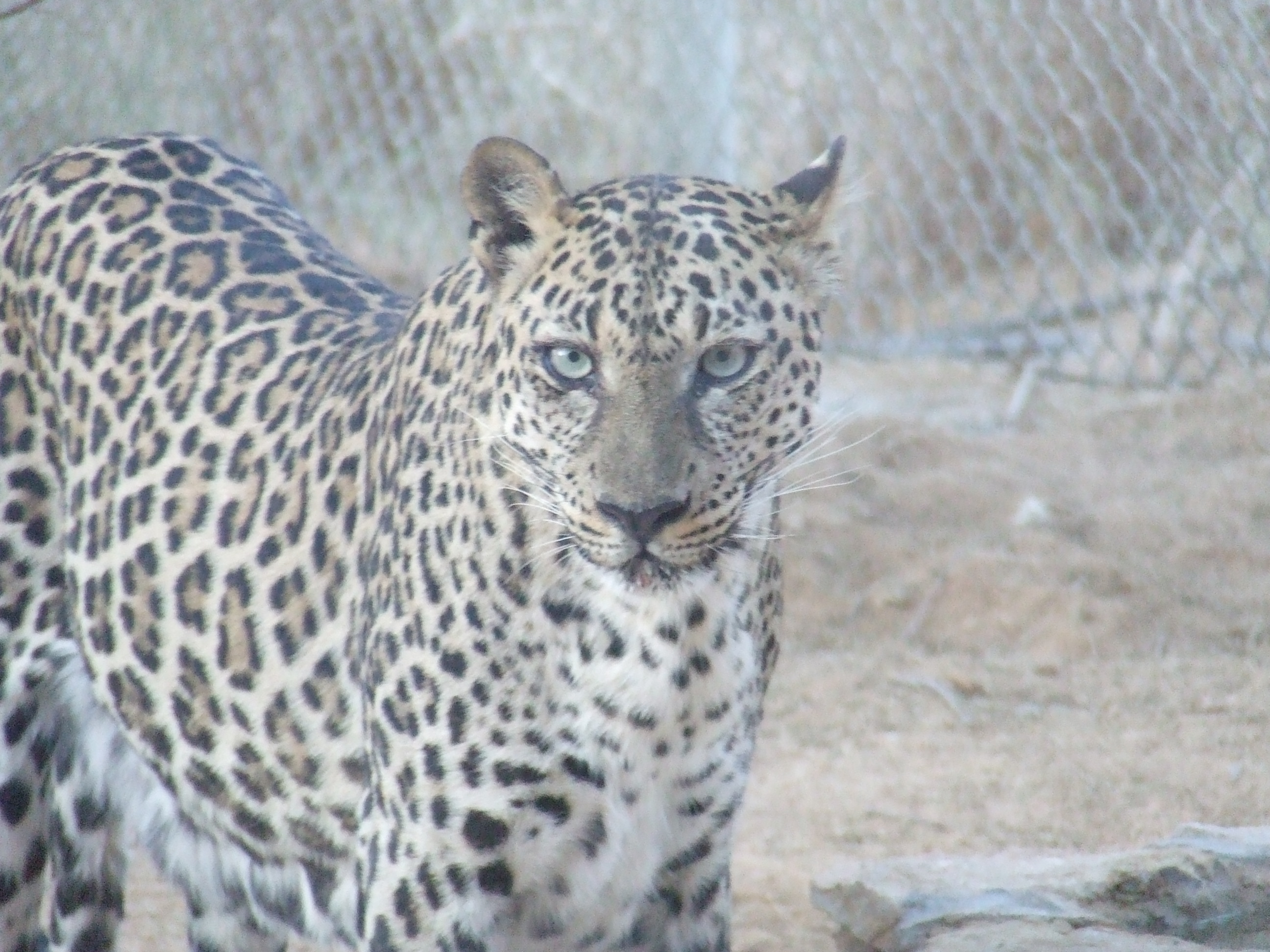
صورة للنمر العربي في السعودية

يوجد النمر العربي في السعودية في جبال مدين وجبال السروات في غرب السعودية وجنوب السعودية  وفي دراسة لجامعة الملك سعود عام 2006، توصلت إلى وجود عدد يقدر بقرابة 65 فرد من النمر العربي في جبال الحجاز 

### الذئب العربي

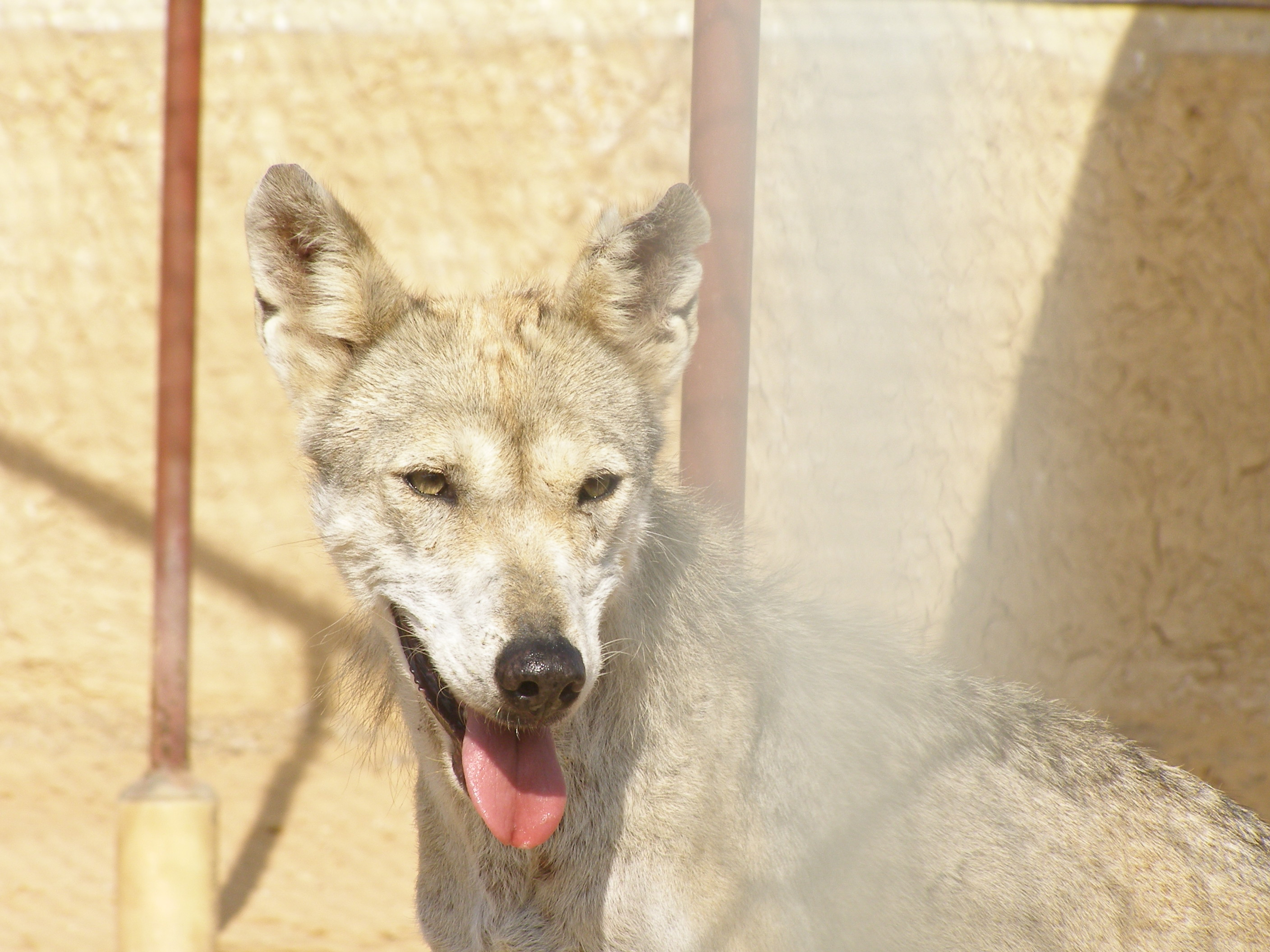
صورة للذئب العربي

يوجد الذئب العربي في جميع أنحاء المملكة العربية السعودية، ويكثر في شمال السعودية وصحراء وسط السعودية وجبال غرب السعودية 

### الثعالب

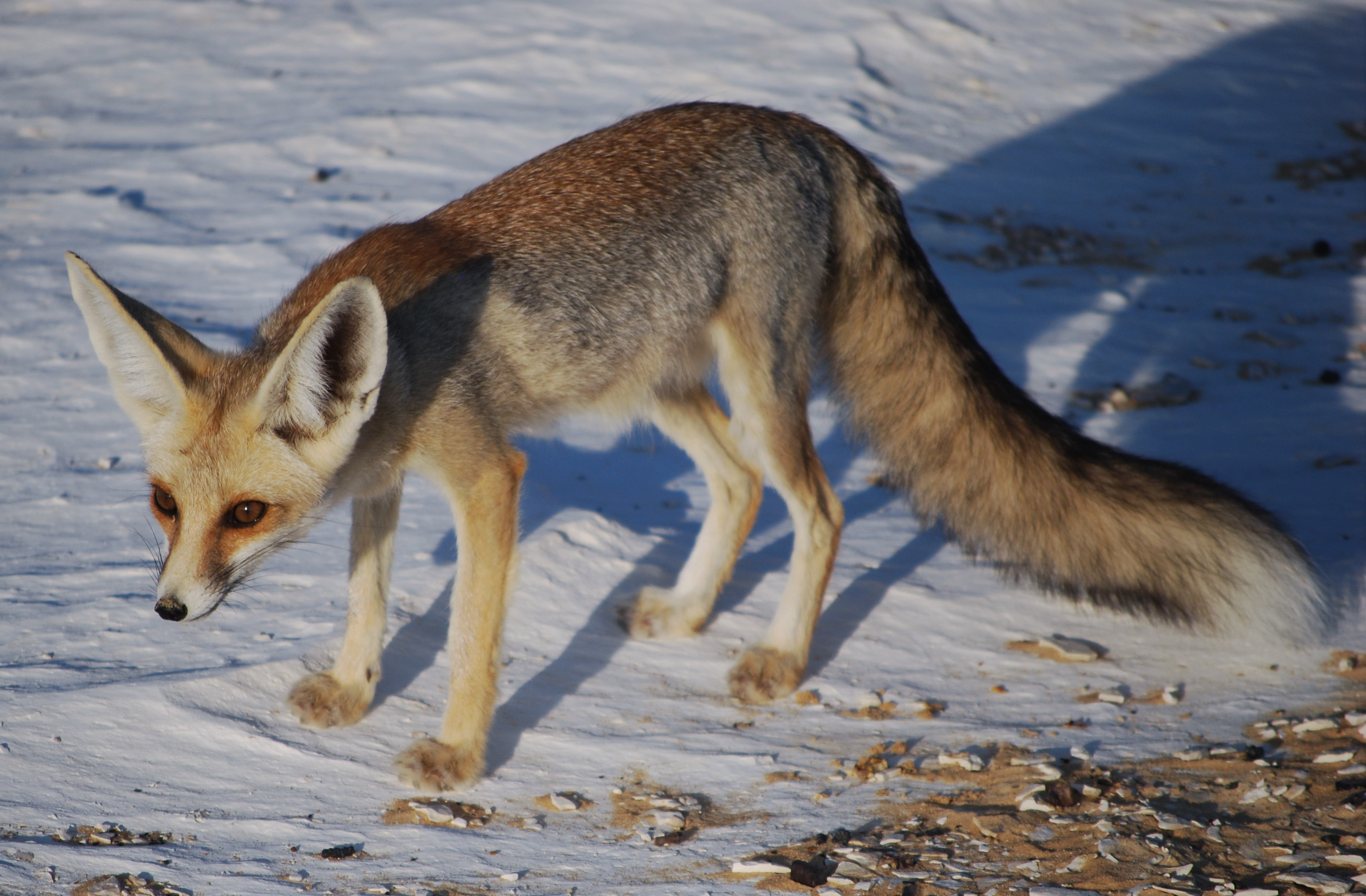
صورة للثعلب الرملي

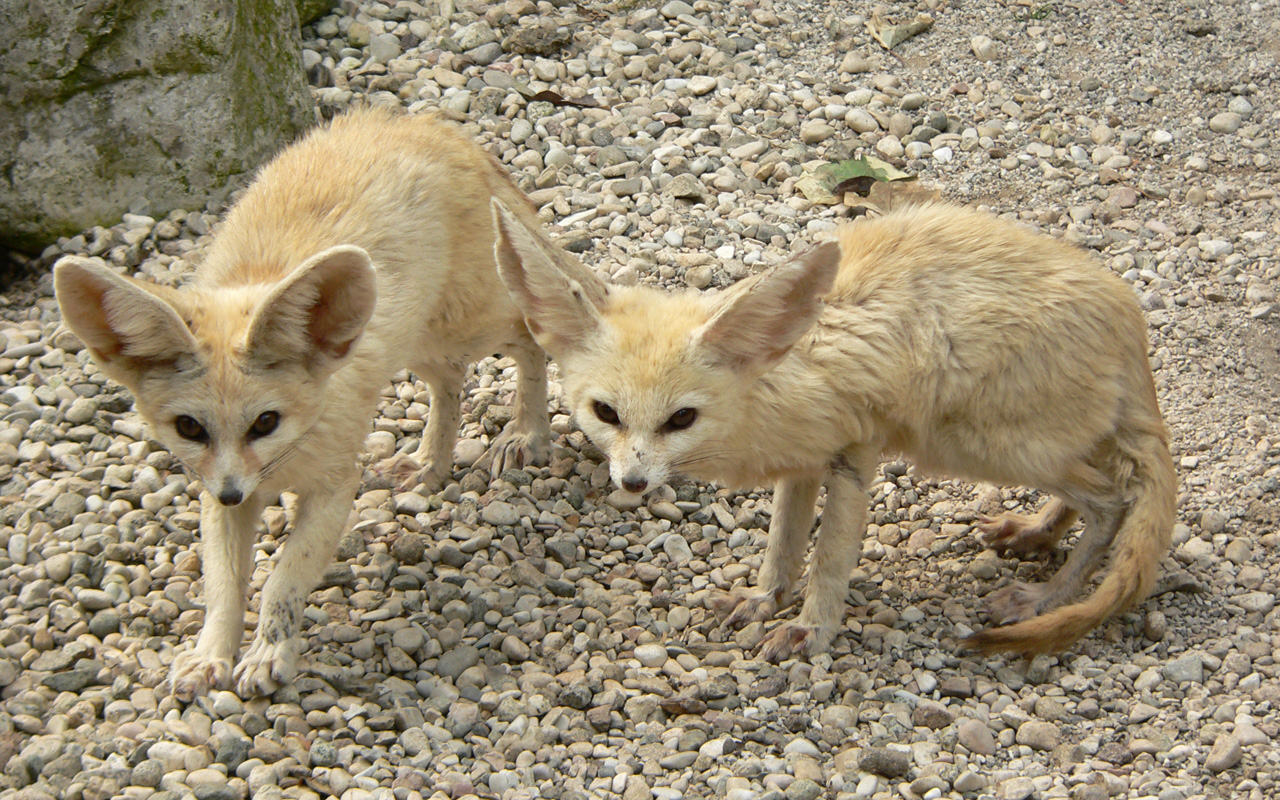
صورة للثعالب الفنكية

هنالك 3 أنواع من الثعالب في السعودية منها الثعلب الأحمر  والثعلب الفنكي  والثعلب الرملي ، وتوجد الثعالب في كافة أنحاء السعودية وخصوصا في شرق السعودية وصحراء الربع الخالي وصحراء النفود 

### الضباع

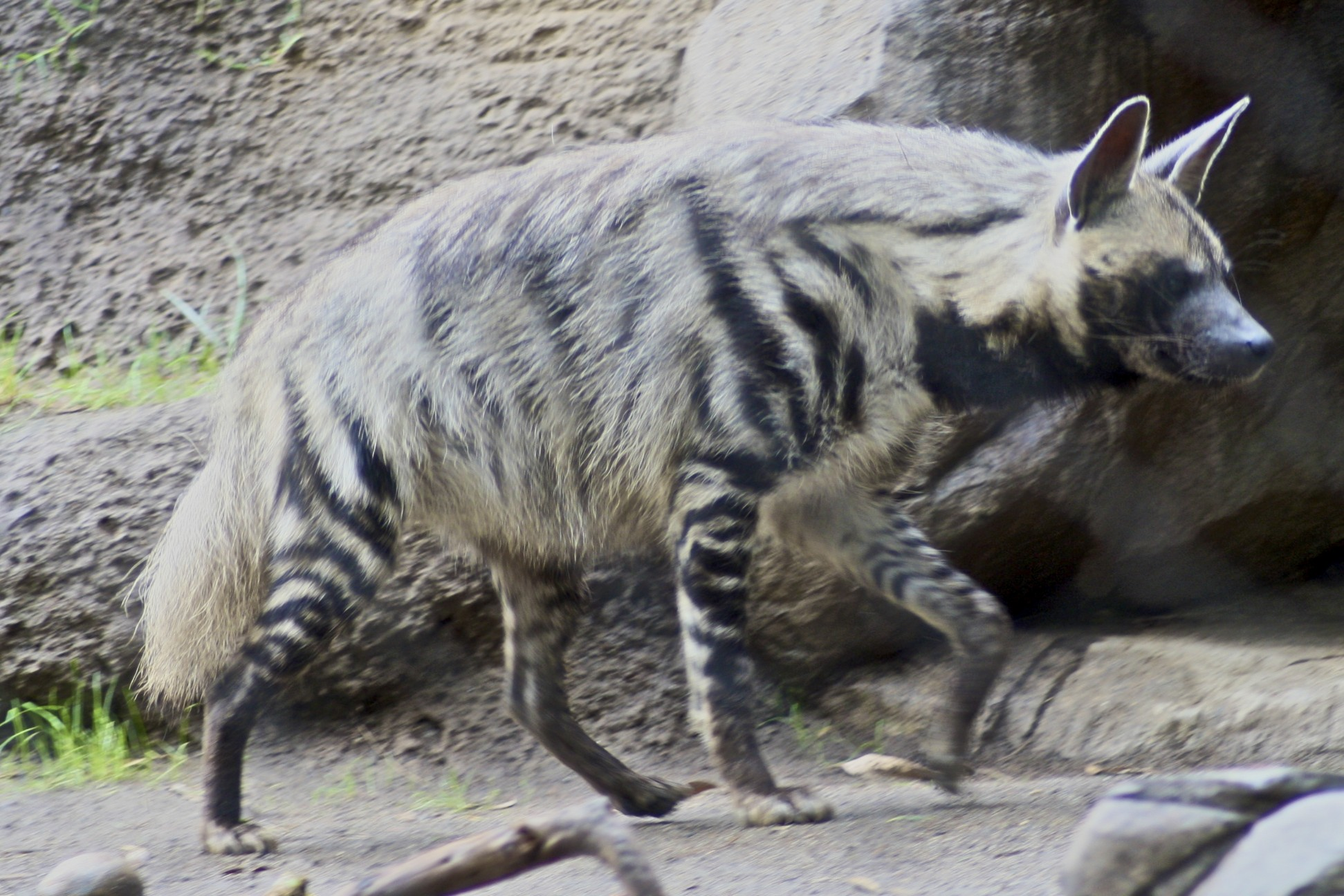
صورة الضبع المخططة

في السعودية نوع واحد فقط من الضباع وهو الضبع المخططة، وتوجد الضبع المخططة في أغلب أنحاء السعودية وبالتحديد في شمال السعودية والجنوب الغربي من السعودية وبعض أجزاء وسط السعودية وشرق السعودية وغرب السعودية 

### قرود الرباح

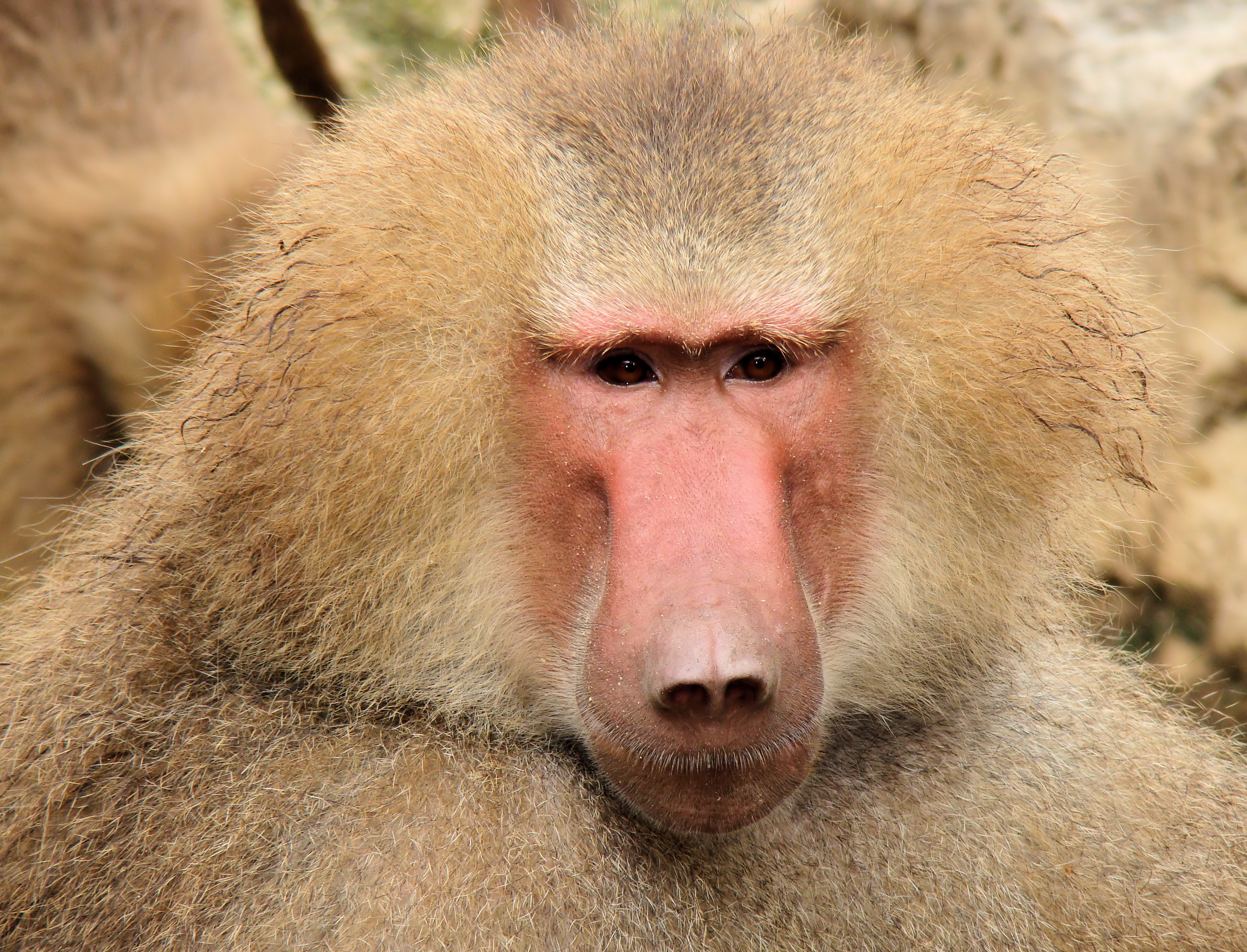
صورة لقرد الرباح

يقتصر وجود القرود على قرود الرباح البرية في محافظات الجنوب الغربي من السعودية وبالتحديد في جبالها ويبلغ تعدادها أكثر من ربع مليون رباح  وتقوم قرود الرباح في السعودية بالهجوم على المنازل  والمراكز التجارية  والمطاعم  والمدارس والجامعات  والمزارع  والمستشفيات  في المدن  والقرى  القريبة من الجبال التي تعيش فيها جنوب السعودية وقد صُوِّر فيلم وثائقي فرنسي عن قرود الرباح البرية في السعودية 

### أبقار الوحش

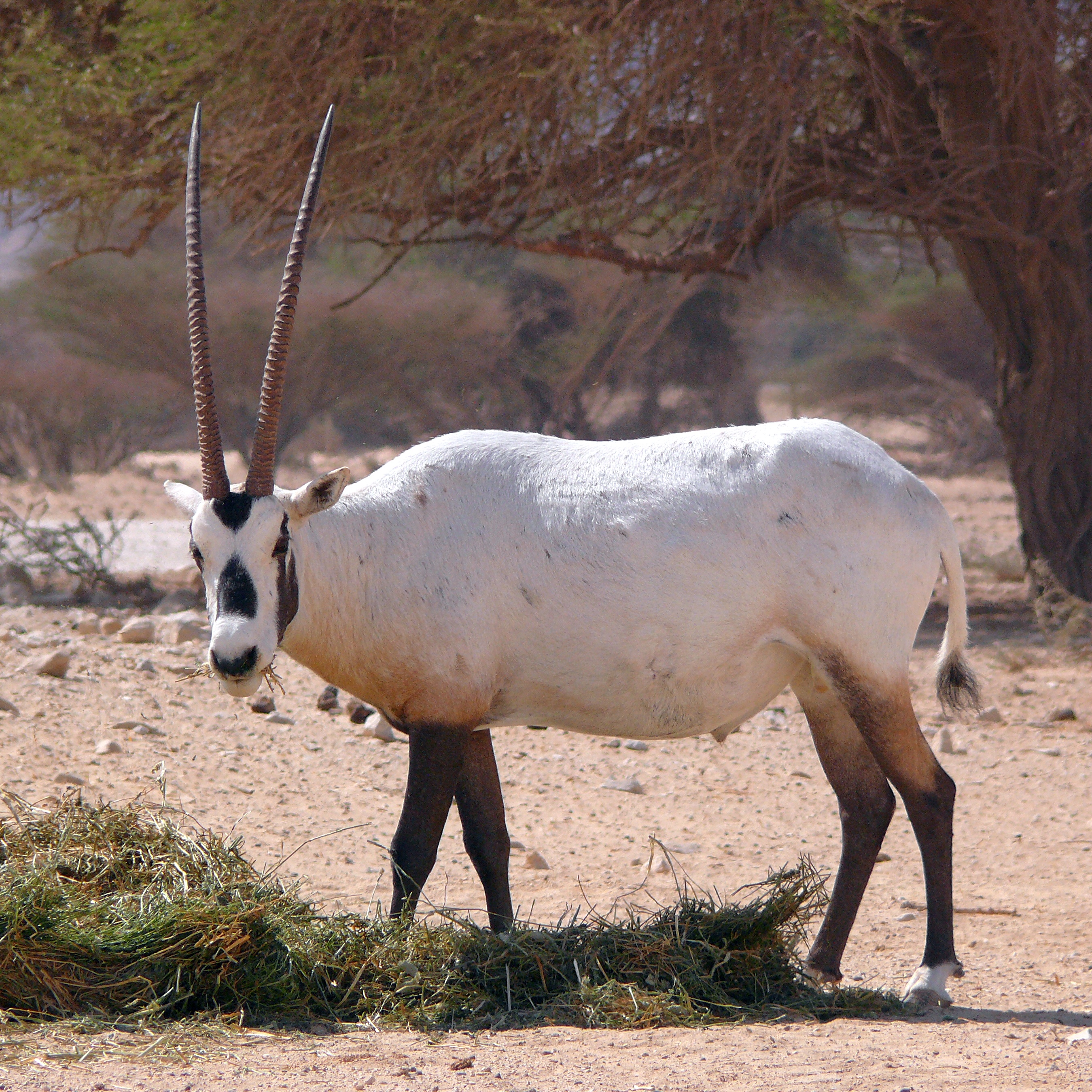
صورة غزال المها الموجود في السعودية

في السعودية أنوع عديدة من أبقار الوحش مثل غزال الجبل والآدم والريم والمهاة العربية والوعول وتقدر أعدادها في السعودية بالآلاف وتنتشر في صحراء الربع الخالي جنوب السعودية

### النمس
يعيش نوعان من حيوان النمس في السعودية، الأول هو النمس الرمادي ويوجد في الأحساء والقطيف، والثاني هو النمس ذو الذيل الأبيض ويوجد في جنوب السعودية 

### الأرنب العربي

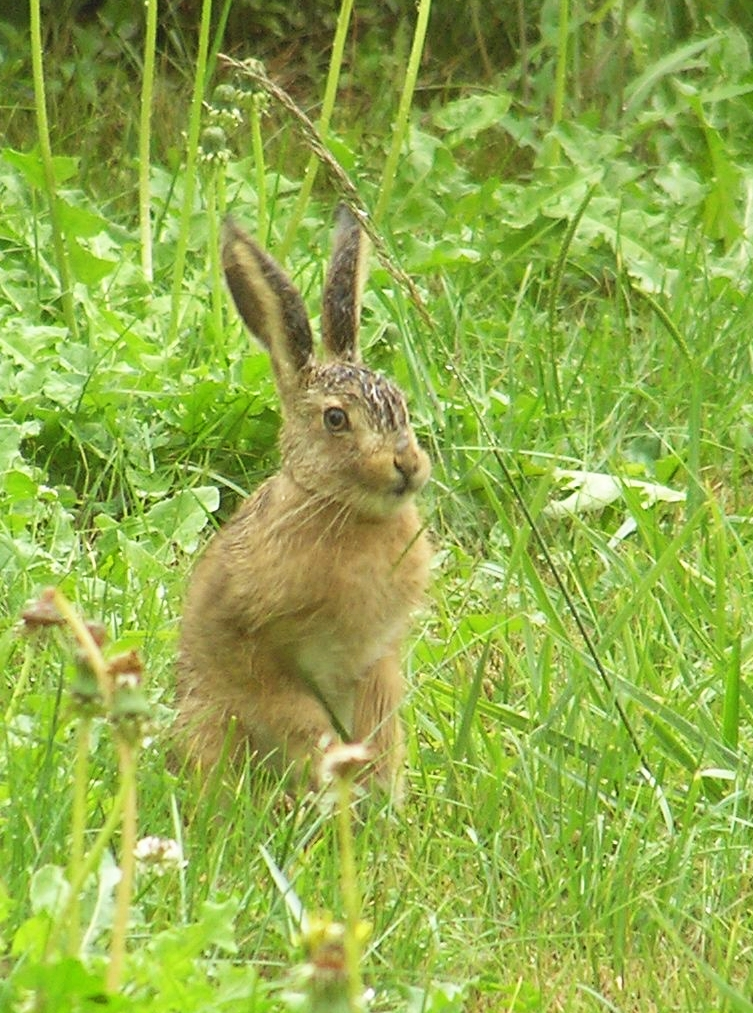
صورة الأرنب العربي الموجود في السعودية

يوجد الأرنب العربي في معظم أنحاء المملكة العربية السعودية وخصوصاً في صحراء الربع الخالي وصحراء الدهناء وصحراء النفود 

## الطيور
يوجد في المملكة العربية السعودية أكثر من 146 نوع مختلف من الطيور ومن أبرزها الصقور والنسور والعقاب والغراب والبوم والبلبل والقماري ونقار الخشب والحبارى والنعام والبجع والنورس والهدهد والوز والبط وغيرها من الطيور البرية الموجودة في السعودية 

## الزواحف
يوجد أكثر من 99 نوع من الزواحف في المملكة العربية السعودية وبعضها سام مثل الثعابين التي يوجد منها حوالي 55 نوع مختلف في السعودية ومنها عشرة أنواع بحرية و45 نوع بري وتنتشر الثعابين في معظم مناطق المملكة العربية السعودية  وهناك السلاحف ويوجد نوعين من السلاحف في السعودية السلاحف البرية وهي موجودة في جنوب غرب السعودية بمختلف أنواعها والسلاحف البحرية وهي موجودة في الخليج العربي والبحر الأحمر وخليج العقبة بمختلف أنواعها  وهناك الضب والسحالي والورل والسقنقور والحرباء وغيرها من الزواحف الصغيرة وهي منتشرة بمختلف أنواعها في معظم مناطق المملكة العربية السعودية  وهناك بعض الحشرات السامة مثل العقارب التي تنتشر في معظم مناطق المملكة العربية السعودية 

## البرمائيات
يتواجد في السعودية نوعين من البرمائيات وهي الضفادع والعلجوم ، والضفادع تنتشر في منطقة الباحة و حائل وعسير والخرج وشرق السعودية خصوصاً في الاحساء والقطيف التي تتواجد فيها الضفادع بكثرة، وهناك أنواع كثيرة من الضفادع في السعودية مثل الضفدع الشجري الذي يتواجد جنوب السعودية  وضفدع البرك الذي ينتشر في القطيف، وهناك العلجوم الذي ينتشر في جنوب غرب السعودية ويتواجد بأنواع عديدة أبرزها علجوم تهامة 

## الأسماك
يصنف كثير من العامة رتبة الثديات البحرية الذي يتواجد منها في السعودية أنواع مثل عروس البحر الأحمر والحيتان وخنزير البحر والدلافين على أنها تصنف من ضمن الأسماك لكن الصحيح أنها تصنف من ضمن الثديات وليس الأسماك أما عن فئة الأسماك فهي تنقسم قسمين، القسم الأول هو قسم أسماك المياة العذبة وهي الموجودة في مياة الأودية والبرك والعيون والتي تنتشر غالباً في الأحساء والقطيف وفي بعض الأماكن في الخرج وفي بعض مياة الوديان الجارية في غرب وجنوب السعودية، والقسم الثاني هو قسم أسماك المياة المالحة وتنقسم إلى 3 أقسام وهي: قسم أسماك البحر الأحمر في غرب السعودية وقسم أسماك الخليج العربي في شرق السعودية وقسم أسماك خليج العقبة في شمال غرب السعودية، وتوجد في المملكة العربية السعودية أكثر من 34 نوع مختلف من الأسماك 

### الحياة تحت الماء والثروة السمكية
اعتمدت المملكة الاستراتيجية الوطنية للمحافظة على التنوع الأحيائي للمملكة عام 2005، ومنها الاستراتيجيات والسياسات التي تحد من العبث أو التهاون في المنظومة البحرية؛ وذلك لضمان المحافظة على التنوع الأحيائي وتنميته، وتشمل على خطط دراسة الوضع الراهن للتنوع الأحيائي والتهديدات التي تواجهه وسبل المحافظة عليه وتنميته.

### مبادرات المملكة العربية السعودية للمحافظة على الحياة البحرية
- مركز أبحاث الثروة السمكية.
- كلية علوم البحار بجامعة الملك عبد العزيز.
- الجمعية السعودية للاستزراع المائي.
- مركز أبحاث الثروة السمكية بجامعة الملك فيصل.
- مركز أبحاث البحر الأحمر بجامعة الملك عبد الله للعلوم والتقنية.[48]

## الحيوانات المنقرضة
هناك حيوانات كانت متواجدة في المناطق والأقاليم التي تشكل المملكة العربية السعودية ولكنها إنقرضت مثل دب شمال الجزيرة العربية والأسد العربي الذي كان يتواجد في شمال السعودية والحجاز وعسير وقتل آخر أسد عربي في واحة الأحساء عام 1932 والفهد العربي الذي انقرض وشوهد قبل انقراضه في عام 1950 حيث قام مجموعة من عمال شركة ارامكو بقتل 4 فهود عربية في المنطقة الشرقية من السعودية وشوهد الفهد العربي آخر مره في حائل عام 1973 وقد قام الصيادون بقتله

## الغابات
ترتكز الغابات في السعودية في محافظات الجنوب الغربي والجنوب من السعودية، ومساحة الغابات في السعودية هي 27,280 كيلو متر، وبالتالي تصبح السعودية في الترتيب الرابع على الوطن العربي من حيث مساحة الغابات بعد السودان والمغرب والجزائر 

## المنظمات المهتمة بشئون الحياة الفطرية
توجد في السعودية منظمة المركز الوطني لتنمية الحياة الفطرية وهي منظمة حكومية تأسست عام 2019 خلفاً للهيئة السعودية للحياة الفطرية حيث تهتم بشئون الحياة الفطرية في السعودية  وهناك جمعية البيئة السعودية وهي منظمة أهلية تأسست عام 1987 تهتم بشئون الحياة الفطرية في السعودية والبيئة بشكل عام.

## مواقع إلكترونية مختصة بالحياة الفطرية
هناك العديد من المواقع السعودية والمنتديات السعودية المهتمة بشئون الحياة الفطرية في المملكة العربية السعودية ومنها:
- موقع الحياة البرية في المملكة العربية السعودية

## وسائل الإعلام المتخصصة في مجال الحياة البرية والفطرية والبيئة
توجد قناة الصحراء وهي قناة سعودية مختصة بالرحلات البرية والشعر النبطي والحياة الفطرية في السعودية 

## الصيد في السعودية
تمنع وزارة الداخلية السعودية الصيد في المحميات الطبيعية السعودية 

## المحميات الطبيعية
توجد في المملكة العربية السعودية 17 محمية طبيعية، والجهة التي تشرف على هذه المحميات الطبيعية هي المركز الوطني لتنمية الحياة الفطرية، غير أن محمية شرعان الطبيعية تشرف عليها الهيئة الملكية بمحافظة العُلا.

### محمية مزرعة الملك خالد
بعد وفاة الملك خالد وبمجرد إنشاء الهيئة السعودية للحياة الفطرية سابقاً «المركز الوطني لتنمية الحياة الفطرية» أهديت مجموعات الحياة الفطرية التي كانت بمزرعة الملك (محميته) عند سفح جبل طويق بالثمامة إلى الهيئة نظراً لكونها واحدة من اضخم مجموعات الحيوانات الفطرية النادرة والمهددة بالانقراض حول العالم في ذلك الوقت خاصة ما تضمه من الأنواع المتواطنة وقد شكلت هذه المجموعات النواة التي استخدمت في برامج الإكثار واعادة توطين العديد من الأنواع مثل المها العربي والظباء النادرة بالمملكة.

### محمية حرة الحرة
محمية حرة الحرة هي محمية طبيعة في المملكة العربية السعودية تحت اشراف المركز الوطني لتنمية الحياة الفطرية تعتبر محمية حرة الحرة أولى المحميات التي أقامتها الهيئة.

### محمية الخنفة
محمية الخنفة هي محمية طبيعة في المملكة العربية السعودية تحت اشراف المركز الوطني لتنمية الحياة الفطرية، تقع محمية الخنفة في شمال السعودية على الحافة الغربية لصحراء النفود الكبير شمال مدينة تيماء.

### محمية الوعول
محمية الوعول من أشهر المحميات الطبيعية في المملكة السعودية العربية.

### محمية محازة الصيد
محمية محازة الصيد هي محمية طبيعة في المملكة العربية السعودية تحت اشراف المركز الوطني لتنمية الحياة الفطرية، تقع محمية محازة الصيد في المنطقة الغربية من المملكة العربية السعودية على بعد حوالي 180 كيلومتر شمال شرق مدينة الطائف، تبلغ مساحتها 2190 كيلومتر.

### محمية جزر أم القماري
محمية جزر أم القماري هي محمية طبيعة في المملكة العربية السعودية تحت اشراف المركز الوطني لتنمية الحياة الفطرية، تقع محمية جزيرة أم القماري جنوب غرب محافظة القنفذة في البحر الأحمر.

### محمية الطبيق
محمية الطبيق هي محمية طبيعة في المملكة العربية السعودية تحت اشراف المركز الوطني لتنمية الحياة الفطرية، تقع محمية الطبيق في شمال غرب المملكة مع حدود المملكة الأردنية الهاشمية، تبلغ مساحة المحمية 12200 كيلومتر مربع.

### محمية جزر فرسان
محمية جزر فرسان هي من أجمل المحميات الطبيعة في المملكة العربية السعودية تحت اشراف المركز الوطني لتنمية الحياة الفطرية، تقع محمية جزر فرسان في القسم الجنوبي الشرقي للبحر الأحمر.

### محمية ريدة
محمية ريدة هي محمية طبيعة في المملكة العربية السعودية تحت اشراف المركز الوطني لتنمية الحياة الفطرية، تقع محمية جرف ريدة جنوبي غرب المملكة ضمن جبال الحجاز، تبعد حوالي 20 كيلو متر شمال غرب مدينة أبها، وتبلغ مساحتها 9 كيلومترات مربعة.

### محمية مجامع الهضب
محمية مجامع الهضب هي محمية طبيعة في المملكة العربية السعودية تحت اشراف المركز الوطني لتنمية الحياة الفطرية، تقع محمية مجامع الهضب على بعد حوالي 80 كيلومتر شرق مدينة رنية، تبلغ مساحتها حوالي 3800 كيلومتر مربع.

### محمية عروق بني معارض
محمية عروق بني معارض هي محمية طبيعة في المملكة العربية السعودية تحت اشراف المركز الوطني لتنمية الحياة الفطرية، تقع محمية عروق بني معارض على الحافة الجنوبية الغربية من الربع الخالي، تبلغ مساحتها 11.980 كيلومتر مربع.

### محمية نفود العريق
محمية نفود العريق هي محمية طبيعة في المملكة العربية السعودية تحت اشراف المركز الوطني لتنمية الحياة الفطرية، تقع محمية نفود العريق في المنطقة الوسطى جنوب غرب منطقة القصيم، تبلغ مساحتها 1960 كيلومتر مربع.

### محمية التيسية
محمية التيسية هي محمية طبيعة في المملكة العربية السعودية تحت اشراف المركز الوطني لتنمية الحياة الفطرية، تقع محمية التيسية شمال شرق منطقة الرياض، وتبلغ مساحتها 4262 كيلومتر مربع، يتواجد في المحمية طائر الحبارى إلا أنه نادر.

### محمية الجندلية
محمية الجندلية هي محمية طبيعة في المملكة العربية السعودية تحت اشراف المركز الوطني لتنمية الحياة الفطرية، تقع محمية الجندلية شمال شرق منطقة الرياض، تبلغ مساحتها 1160 كيلومتر مربع.

### محمية سجا وأم الرمث
محمية سجا وأم الرمث هي محمية طبيعة في المملكة العربية السعودية تحت اشراف المركز الوطني لتنمية الحياة الفطرية، تقع محمية سجا وأم الرمث شمال غرب محمية محازة الصيد.

### محمية جبل شدا الأعلى
هي محمية طبيعة في المملكة العربية السعودية تحت اشراف المركز الوطني لتنمية الحياة الفطرية، تقع محمية جبل شدا الأعلى في الجنوب الغربي من منطقة الباحة.

### محمية الجبيل للأحياء البحرية
محمية الجبيل للأحياء البحرية هي محمية طبيعة في المملكة العربية السعودية تحت إشراف المركز الوطني لتنمية الحياة الفطرية، بدأت نشأت المحمية في أعقاب حرب تحرير الكويت والتلوث النفطي في المناطق الساحلية على شواطئ الخليج العربي.

### محمية الأمير محمد بن سلمان
هي محمية طبيعية تتمثل في المنطقة الواقعة بين مشروع نيوم ومشروع البحر الأحمر شمال غرب المملكة، وتبلغ مساحتها 16000كم، تأسست في يونيو 2018م وهي بيئة طبيعية صالحة لإعادة توطين الحيوانات والنباتات البرية.

### محمية شرعان الطبيعية
محمية شرعان الطبيعية، هي محمية طبيعية بمحافظة العلا غرب المملكة العربية السعودية، تحت إشراف الهيئة الملكية لمحافظة العلا، أطلقت في عام 2019، وتهدف إلى الحفاظ على النظام البيئي الطبيعي.

## قائمة الحيوانات
قائمة طيور السعودية
قائمة ثدييات السعودية